# Мужская сборная Мали по баскетболу 3×3
Мужская сборная Мали по баскетболу 3×3 представляет Мали на международных соревнованиях по баскетболу 3×3. Управляющим органом является Федерация баскетбола Мали (фр. Fédération Malienne de Basketball, FMBB).
По состоянию на 21 сентября 2024, мужская сборная Мали по баскетболу 3×3 занимает 83-е место в мировом рейтинге ФИБА мужских сборных по баскетболу 3×3.

## Результаты выступлений
| Турнир                      | Золото | Серебро | Бронза | Всего |
| --------------------------- | ------ | ------- | ------ | ----- |
| Чемпионат Африки            | 0      | 0       | 1      | 1     |
| Африканские игры            | —      | —       | —      | —     |
| Игры исламской солидарности | —      | —       | —      | —     |
| Итого                       | 0      | 0       | 1      | 1     |

### Чемпионат Африки
| Год          | Место          | Игры           | Победы         | Поражения      | Состав команды                                                 |
| ------------ | -------------- | -------------- | -------------- | -------------- | -------------------------------------------------------------- |
| Ломе 2017    | 6              | 3              | 2              | 1              | Badara Aliou Bagayoko, Mamadou Keita, Hamma Kone, Papa Tandina |
| Ломе 2018    | 5              | 3              | 2              | 1              | Makan Coulibaly, N'faly Kanouté, Mamadou Keita, Gaoussou Koné  |
| Кампала 2019 | 3              | 5              | 3              | 2              | Badara Bagayoko, Benke Diarouma, Mamadou Keita, Hamma Kone     |
| 2022—н. в.   | не участвовали | не участвовали | не участвовали | не участвовали | не участвовали                                                 |

### Африканские игры
| Год        | Место | Игры | Победы | Поражения | Состав команды                                                |
| ---------- | ----- | ---- | ------ | --------- | ------------------------------------------------------------- |
| Рабат 2019 | 4     | 7    | 5      | 2         | Diarouna B*****, Badara Bagayoko, Hamma Kone, Ibrahima Diallo |
| Аккра 2023 | 13    | 3    | 1      | 2         | Allaye Togo, Binaly Touré, Mohamed Keïta, Soumaila Sissouma   |

### Игры исламской солидарности
| Год        | Место | Игры | Победы | Поражения | Состав команды                                                           |
| ---------- | ----- | ---- | ------ | --------- | ------------------------------------------------------------------------ |
| Баку 2017  | 6     | 5    | 2      | 3         | Sékou Dembélé, Benke Diarouma, N'faly Kanouté, Ousmane Traoré            |
| Конья 2021 | 7     | 5    | 2      | 3         | Soumaila Sissouma, Bourama Coulibaly, Souleymane Berthe, Tamadjan Konate |